# Chodovaricha

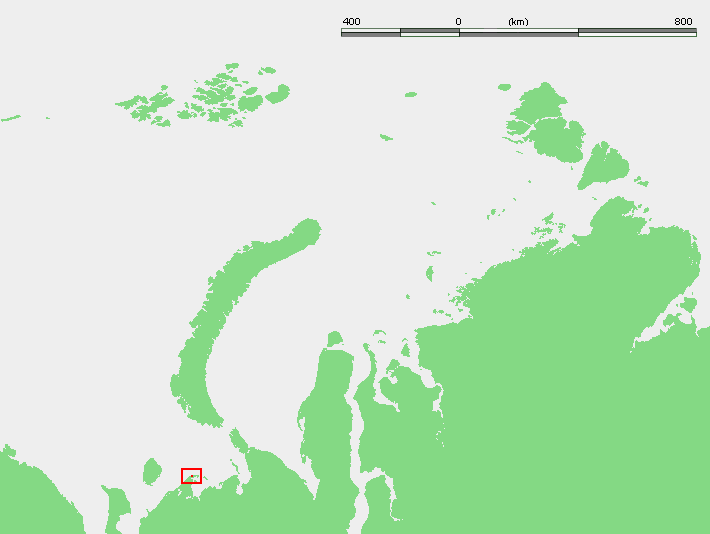
Locatie van Chodovaricha: ten zuidwesten van Nova Zembla en ten zuidoosten van het eiland Kolgoejev

Chodovaricha (Russisch: Ходовариха) is een weerstation met vuurtoren op het in oostelijke richting verlopende schiereiland Ovoroesski Zavorot ten westen van de Koeznetskibaai van de Petsjorabaai, aan de zuidkust van de Petsjorazee. Bij het weerstation bevond zich vroeger een nederzetting, die nu is verlaten. Iets zuidoostelijker bevindt zich de eveneens verlaten nederzetting Koezketskaja en iets oostelijker het eilandje Dolgi. Het weerstation vormt onderdeel van het Russische autonome district Nenetsië.
In 1942 werd de vuurtoren beschoten door de Kriegsmarine tijdens Operatie Wunderland. De vuurtoren was toen namelijk van strategisch belang voor de konvooien die vanuit de Straat Joegor over de Noordelijke Zeeroute het Russische noordwesten moesten bevoorraden.